# Бег дьо Франсюр
Бег дьо Франзюр (френски:Begues de Fransures) е френски рицар, участник в Четвъртия кръстоносен поход. Загива през февруари 1206 г. в битката при Апрос обсаден от войските на българския цар Калоян.
Бег дьо Франзюр е господар на Франзюр, селище в близост до Амиен във Франция. Той е син на Матийо дьо Франзюр и брат на Анселм, монах в абатството Бретьой. Съпругата му се казва Мабил и от нея има един син на име Юг. Бег дьо Франзюр е васал на убития в битката при Адрианопол граф Луи дьо Блоа. През зимата на 1206 г. войските на бълагрския цар Калоян обсаждат редица крепости на Латинската Империя в Тракия. На 31-ви януари след битката при Русион, Калоян атакува в движение съседния град Апрос. Той се отбранява от латински гарнизон начело с Бег дьо Франзюр. Крепостта е превзета и разрушена, а в станалата битка загиват множество рицари и сержанти. Според Вилардуен, оцелелият при щурма Бег дьо Франзюр, командващ гарнизона, е изведен пред Калоян и екзекутиран незабавно по заповедна българския владетел.